# Черевичок (музей)
Музей «Черевичок» — єдиний в Україні музей сувенірних чобітків, розташований у м. Хмільник, відкритий 27 грудня 2021 року. Колекціонерка — Неля Рибак. 
Музей розташований за адресою: Вінницька обл., м. Хмільник, вул. Соборності, 6 Є.
Приміщення музею — понад 500 м2. Воно налічує 6 зал.

## Історія
Експонати колекціонерка Неля Рибак почала збирати випадково 8 років тому. Спочатку жінка самостійно купувала сувенірні черевики, пізніше її захоплення підтримали друзі та знайомі. 
Перший сувенір колекціонерці привезла подруга з Нідерландів . Ним став брелок Кломпи.

## Експонати
У музеї представлено 8 252 експонати з 65 країн світу, зокрема з Англії, Італії, Німеччини, Філіппін, Таїланду, Тайваню, Греції, Туреччини, Китаю, Японії, Росії, Румунії, Угорщини, Хорватії, Албанії та України. Статуетки датуються від XVIII ст., більшість із колекції — XX ст.

### Унікальні експонати
У музеї зібрані різноманітні експонати, зокрема:
- Чеський кришталь;
- вироби порцелянової фабрики Каподімонте;
- статуетки Королівського фарфорового заводу в Німеччині;
- статуетка чоботаря, майстра-румуна Грегора з Чернівців;
- чопіни — черевики багатих венеціанок;
- чобітки з Петриківським розписом[4];
- колекція сувенірних чобітків, яку збирали в США з 1952 до 1952 рік[6].

Окрему залу в музеї відведено «кухонним» черевичкам: келихам для пива, формам для шоколаду, відкривачкам і підставкам для пляшок у вигляді взуття.
Найдорожчим у музеї є експонат, привезений із Венеції. Це унікальний черевик ручної роботи, зроблений із муранського скла. Він розміщений у центрі однієї із зал. Сама колекціонерка називає його «чобіт-акваріум».

### Матеріали експонатів[4]
У колекції музею представлено черевички з різних матеріалів:
- дерево, зокрема бальсове;
- лоза;
- нитки;
- рисова соломка;
- бронза;
- кришталь;
- камінь;
- шкіра;
- ріг марала;
- шоколад (з Львівської шоколадної фабрики).

## Визнання
Під час відкриття музею зареєстрували Національний рекорд України: експонати Нелі Рибак занесли до Книги рекордів України як найбільшу в країні колекцію сувенірно-декоративного взуття.

## Використані джерела
1. ↑  У Хмільнику відкрили перший в Україні музей черевичків. Вінниця.info. 27.12.2022. Процитовано 24.05.2024.
2. 1 2 3 4  Федоренко, Ольга (27.12.2021). Шкіряні, скляні та кришталеві: на Вінниччині відкрили музей черевичків. Суспільне. Вінниця. Процитовано 24.05.2024.
3. 1 2 3  Каплун, Ольга (28.12.2021). На Вінниччині відкрили музей “Черевичок” з понад шістьма тисячами екземплярів декоративних чобітків. ВІДЕО. VEЖА. Процитовано 24.05.2024.
4. 1 2 3 4  Музей черевичків в Хмільнику. hmilnyk.in.ua. Процитовано 24.05.2024.
5. ↑  Унікальний музей «Черевичок». Storytelling. 2022. Процитовано 24.05.2024.
6. ↑  Музей «Черевичок», Хмільник. Процитовано 24.05.2024.